# Edward James Stanley
Edward James Stanley (16 décembre 1826 - 29 septembre 1907), est un homme politique conservateur britannique qui siège à la Chambre des communes de 1882 à 1906.

## Biographie
Stanley est le fils d'Edward Stanley, de Cross Hall, Lancashire, lieutenant-adjoint et juge de paix de ce comté, et de sa femme Mary Maitland, fille de James Maitland (8e comte de Lauderdale). Il fait ses études au Collège d'Eton et à Christ Church, à Oxford. Il est lieutenant-adjoint et juge de paix pour le Somerset et le Lancashire et haut shérif du Somerset en 1880.
Stanley est élu député de Somerset West lors d'une élection partielle en 1882 et occupe le siège jusqu'à sa réorganisation en vertu de la Redistribution of Seats Act 1885. Aux élections générales de 1885, il est élu député de Bridgwater et occupe le siège jusqu'à ce qu'il se retire de la Chambre des communes en 1906 à l'âge de 79 ans.
Stanley est décédé en septembre 1907, à l'âge de 80 ans.
En 1872, Stanley épouse Mary Dorothy Labouchere, fille de Henry Labouchere (1er baron Taunton) et héritière du domaine de Quantock Lodge (en). Sa femme lui survit treize ans et meurt en mars 1920.